# Pacífico
Pacífico és un barri del districte de Retiro, a Madrid. Limita al nord amb el barris de Jerónimos i Niño Jesús (Retiro), al sud i est amb el d'Adelfas i al sud-oest amb el d'Atocha. Està delimitat pel Passeig de la Infanta Isabel, el Passeig de la Reina Cristina, la Plaça de Mariano de Cavia, l'Avinguda del Mediterráneo, la Plaça del Conde de Casal, el carrer del Doctor Esquerdo, el carrer de Pedro Bosch i les vies del tren que convergeixen a l'Estació d'Atocha. El seu nom fa referència a l'Avinguda del Pacífico, nom amb el qual era coneguda l'actual avinguda de la Ciudad de Barcelona, en record de les expedicions de guerra protagonitzades per l'Armada espanyola en 1865. Paradoxalment el canvi es va produir després de la Guerra Civil Espanyola. Segons una altra versió, el nom feia referència a les casernes en què s'acantonaven les tropes que servien al Pacífic i la indústria encarregada d'aprovisionar-los.

## Història
El més destacable de la història del barri de Pacífico són "les casernes" (actual Poliesportiu Daoiz i Velarde) on s'organitzen els Jocs Esportius Municipals de bàsquet del districte de Retiro i altres activitats esportives) que van ser utilitzats durant la guerra civil convertint a la zona en un punt calent de Madrid.
L'Atemptat de Madrid de l'11 de març de 2004 va posar fi a la vida de 192 persones comès per terroristes islàmics en aquest barri, exactament en les vies de tren del Carrer de Téllez, justament darrere del Poliesportiu Daoiz i Velarde que va ser utilitzat com a hospital de campanya.